# トイボックス (ゲーム会社)
トイボックス株式会社（英: TOYBOX Inc.）は、日本のコンピュータゲーム開発会社。国内外へ向けた家庭用ゲームソフトの企画・制作・開発・販売をおこなっている。

## 概要
マーベラスエンターテイメント（現・マーベラス）取締役COO、グラスホッパー・マニファクチュアCOOなどを歴任した和田康宏（代表作：「牧場物語」シリーズ、「NO MORE HEROES」等）と、マーベラスエンターテイメントで主に海外事業を手掛けていた金沢十三男（代表作：「レッドシーズプロファイル (Deadly Premonition)」シリーズ、赤川次郎原作ADVシリーズ等）が中心となって2011年に設立。以降、様々なパブリッシャーやクリエイターとタッグを組んでゲームの企画・プロデュース等に携わり、コンスタントに作品をリリースし続けている。
2021年には、世界のインディーゲームを日本で発売するプロジェクト「TOYBOX Indies」を発足した。

## 製品
| 発売日   | タイトル                                        | ジャンル                                   | パブリッシャー                                                           | プラットフォーム                                 | 備考                                                                                            |
| 2013年   | 2013年                                          | 2013年                                     | 2013年                                                                   | 2013年                                           | 2013年                                                                                          |
| -------- | ----------------------------------------------- | ------------------------------------------ | ------------------------------------------------------------------------ | ------------------------------------------------ | ----------------------------------------------------------------------------------------------- |
| 12月12日 | ホームタウンストーリー                          | アドベンチャー/ファンタジー                | 日本版：トイボックス 北米版：Natsume Inc. 欧州版：Rising Star Games Ltd. | ニンテンドー3DS                                  | 和田康宏（企画・原案・プロデュース） にしだあつこ（キャラクターデザイン）                       |
| 2015年   |                                                 |                                            |                                                                          |                                                  |                                                                                                 |
| 11月26日 | 魔都紅色幽霊撃隊DAYBREAK Special Gigs           | 學園ジュヴナイル伝奇/ADV+RPG               | 日本版：アークシステムワークス 海外版：Aksys Games/NIS America           | PlayStation®Vita PlayStaion®3 PlayStaion®4 Steam | 金沢十三男（企画・プロデュース） 倉花千夏（キャラクター原案） 今井秋芳（監督・脚本）            |
| 2016年   |                                                 |                                            |                                                                          |                                                  |                                                                                                 |
| 7月21日  | 7’scarlet（セブンスカーレット）                 | 恋愛ミステリーアドベンチャー               | 日本版：アイディアファクトリー 海外版：Aksys Games/Intra Games           | PlayStation®Vita                                 | 金沢十三男（原案・脚本・ディレクション） 倉花千夏（キャラクター原案） 海外版：2018年5月25日発売 |
| 2018年   |                                                 |                                            |                                                                          |                                                  |                                                                                                 |
| 1月19日  | Birthdays the Beginning                         | いのちをうみだすみんなのハコニワ           | 日本版：アークシステムワークス 海外版：NIS America                       | PlayStation®4                                    | 和田康宏（企画・原案・プロデュース）                                                            |
| 3月29日  | ハッピーバースデイズ                            | いのちをうみだすみんなのハコニワ           | アークシステムワークス                                                   | Nintendo Switch                                  | 和田康宏（企画・原案・プロデュース）                                                            |
| 8月30日  | リトルドラゴンズカフェ –ひみつの竜とふしぎな島– | ドラマチック冒険生活ゲーム                 | マーベラス                                                               | Nintendo Switch PlayStation®4                    | 和田康宏（企画・原案・プロデュース） まつやまいぐさ（キャラクターデザイン）                     |
| 8月30日  | ワールドエンド・シンドローム                    | ミステリーアドベンチャー                   | 日本版：アークシステムワークス 海外版：Arc System Works America          | Nintendo Switch PlayStation®4 PlayStation®Vita   | 金沢十三男（企画・プロデュース）                                                                |
| 2019年   |                                                 |                                            |                                                                          |                                                  |                                                                                                 |
| 9月5日   | Deadly Premonition Origins                      | オープンワールド・ミステリーアドベンチャー | トイボックス                                                             | Nintendo Switch                                  | 金沢十三男（企画・プロデュース）                                                                |
| 2020年   |                                                 |                                            |                                                                          |                                                  |                                                                                                 |
| 6月4日   | 九龍妖魔學園紀 ORIGIN OF ADVENTURE              | 學園ジュヴナイル伝奇 アドベンチャーRPG     | アークシステムワークス                                                   | Nintendo Switch                                  | 金沢十三男（企画・プロデュース） 今井秋芳（監督・脚本）                                         |
| 7月10日  | Deadly Premonition 2                            | オープンワールド・ミステリーアドベンチャー | トイボックス                                                             | Nintendo Switch                                  | 金沢十三男（企画・プロデュース）                                                                |
| 2021年   |                                                 |                                            |                                                                          |                                                  |                                                                                                 |
| 6月4日   | DCスーパーヒーローガールズ ティーンパワー       | アクション                                 | 任天堂                                                                   | Nintendo Switch                                  |                                                                                                 |
| 2023年   |                                                 |                                            |                                                                          |                                                  |                                                                                                 |
| 7月28日  | なつもん！20世紀の夏休み                        | オープンワールド・アドベンチャー           | スパイク・チュンソフト                                                   | Nintendo Switch                                  | 綾部和（監督・デザイン・脚本） 和田康宏（プロデュース）                                         |
| 10月6日  | 人生ゲーム for Nintendo Switch                  | ボードゲーム                               | タカラトミー                                                             | Nintendo Switch                                  |                                                                                                 |
| 2024年   |                                                 |                                            |                                                                          |                                                  |                                                                                                 |
| 12月12日 | ミステリーの歩き方                              | アドベンチャーゲーム                       | イマジニア                                                               | Nintendo Switch                                  | 金沢十三男（脚本・ディレクター）                                                                |

## インディーズ作品
- Battle Axe [Nintendo Switch, PS4, Steam][4]
- Gearshifters [Nintendo Switch, PS4, Steam][5]
- Rico London [Nintendo Switch, PS4, Steam][6]
- Treasure Hunt エーゲ海の秘宝 [Nintendo Switch, PS4, Steam][7]